# Estádio de Deodoro

O  Estádio de Deodoro é um estádio temporário que faz parte do Complexo Esportivo de Deodoro. O estádio sediou as competições de rugby sevens, assim como as competições de pentatlo moderno das Olimpíadas de 2016. O estádio serviu como local de competição do Futebol de 7 nos Jogos Paraolímpicos de Verão de 2016.

## História
O estádio foi inaugurado juntamente com a Arena da Juventude, no dia 02 de março de 2016, pelo prefeito carioca Eduardo Paes. O estádio possui capacidade para 15.000 torcedores.

### Negociações entre a Prefeitura do Rio de Janeiro e o Flamengo
Em 2016, o prefeito do município do Rio de Janeiro, Eduardo Paes revelou que o Clube de Regatas Flamengo teria interesse no Estádio Deodoro.. Outros projetos também foram oferecidos para o time rubro negro. Em 2017, surgiu a ideia construir o próprio estádio na  Avenida Brasil, no Rio de Janeiro e no mesmo ano também houve um projeto de construção para o bairro de Pedra de Guaratiba e até mesmo a revitalização do Estádio da Gávea. Em 2022,o prefeito Eduardo Paes, deu sinal positivo para a construção do Estádio do Flamengo em Deodoro, mas o clube começou estudou um outro projeto de construção no antigo Gasômetro de São Cristóvão; sendo assim até o momento nenhum destes projetos foram concretizados.